# Litteraturåret 1902

## Priser och utmärkelser
- Nobelpriset – Theodor Mommsen, Kejsardömet Tyskland.[1]
- Kungliga priset – Gustaf Cederschiöld
- Letterstedtska priset för översättningar – Carl Snoilsky för hans tolkningar av Goethes lyrik och Ragnar Törnebladh för tolkningen av Longfellows Evangelina: en sägen från Arkadien

## Nya böcker

### A – G
- Arbetare av Karl-Erik Forsslund
- Blåklint av Amanda Kerfstedt
- Gustaf Lundberg – en studie av Oscar Levertin

### H – N
- Jerusalem II av Selma Lagerlöf[2]
- Klostret av August Strindberg[3]
- Läsning för barn av Ottilia Adelborg (även 1903)
- Melodier i skymning av Vilhelm Ekelund
- Munken Vendt av Knut Hamsun
- Mörkrets hjärta av Joseph Conrad
- Nils Tufvesson och hans moder av Gustaf af Geijerstam

### O – Ö
- Tyfon av Joseph Conrad

## Födda
- 1 februari – Vigdis Rojahn, norsk tecknare, illustratör och barnboksförfattare.
- 27 februari – John Steinbeck, amerikansk författare, nobelpristagare 1962.
- 20 mars – Brita af Geijerstam, svensk författare och översättare.
- 29 mars – Marcel Aymé, fransk författare.
- 18 april – Waldemar Hammenhög, svensk författare.
- 23 april – Halldór Laxness, isländsk författare, nobelpristagare 1955.
- 2 maj – Eva Billow, svensk konstnär, illustratör, författare och serieskapare.
- 29 augusti – Bertil Almqvist, svensk barnboksförfattare och illustratör.
- 21 september – Luís Cernuda, spansk poet.
- 8 november – Stellan Arvidson, svensk litteraturhistoriker och författare.
- 10 december – Dulce María Loynaz, kubansk poet.
- 11 december – Arne Ungermann, dansk illustratör och barnboksförfattare.
- 21 november – Isaac Bashevis Singer, amerikansk jiddischspråkig författare, nobelpristagare 1978.
- 23 december – Nils Holmberg, svensk journalist, författare och politiker, riksdagsman för kommunisterna 1944–46.

## Avlidna
- 19 september – Masaoka Shiki, 35, japansk poet.
- 28 september – Émile Zola, 62, fransk författare.

### Fotnoter
1. ↑  ”Nobelpriset i litteratur”. https://www.nobelprize.org/prizes/lists/all-nobel-prizes-in-literature/. Läst 20 mars 2011.
2. ↑  ”Selma Lagerlöfs böcker”. Arkiverad från originalet den 27 augusti 2011. https://web.archive.org/web/20110827002154/http://selmalagerlof.org/bocker.html. Läst 12 april 2011.
3. ↑  ”August Strindberg”. 16 mars 1998. http://home.swipnet.se/~w-79963/Strindberg/. Läst 11 april 2011.